# Mangunsari (Ngadirejo)
Mangunsari is een bestuurslaag in het regentschap Temanggung van de provincie Midden-Java, Indonesië. Mangunsari telt 2320 inwoners (volkstelling 2010).